# Eubrachion ambiguum
Eubrachion ambiguum là một loài thực vật có hoa trong họ Santalaceae. Loài này được (Hook. & Arn.) Engl. mô tả khoa học đầu tiên năm 1889.